# Lutzomyia pratti
Lutzomyia pratti är en tvåvingeart som först beskrevs av Vargas L., Nájera A. 1951.  Lutzomyia pratti ingår i släktet Lutzomyia och familjen fjärilsmyggor. Inga underarter finns listade i Catalogue of Life.